# 汉斯·阿尔弗雷德森
汉斯·富爾克·「漢瑟」·阿尔弗雷德森（瑞典語：Hans Folke "Hasse" Alfredson，1931年6月28日—2017年9月10日），是一位瑞典演员、电影导演、作家和喜剧演员。

## 生平
他1931年出生在瑞典城市马尔默，因为和Tage Danielsson合作表演的喜剧Hasse & Tage而声名大噪。
在第11届金甲虫奖上，他凭借1975年指导的影片Egg! Egg! A Hardboiled Story赢得了金甲虫奖最佳导演奖。凭借1981年指导的影片The Simple-Minded Murderer在第18届金甲虫奖上斩获三项大奖。还进入了第32届柏林国际电影节。他1985指导的电影False as Water 赢得第21届金甲虫奖的金甲虫奖最佳导演奖
从1992至1994，汉斯担任斯德哥尔摩的斯堪森博物馆的负责人。同时他也在积极写作，创作了大量作品。

## 家庭
有四个子女，其中两位也是著名导演，分别是丹尼尔·阿尔弗雷德森和托马斯·阿尔弗雷德森。

## 作品

### 导演
- 1975 – Egg! Egg! A Hardboiled Story
- 1982 – The Simple-Minded Murderer
- 1985 - False as Water
- 1987 – Jim & piraterna Blom
- 1988 – Vargens tid

### 出演
- 2008 – 玛利亚·拉森的永恒记忆
- 2009 – 直捣蜂窝的女孩 (电影)